# Stryi
Stryi (tiếng Ukraina: Стрий) là một thành phố của Ukraina. Thành phố này thuộc tỉnh Lviv. Thành phố này có diện tích 16.95 km2, dân số theo điều tra dân số năm 2022 là 59425 người.